# Seugast
Seugast ist ein Gemeindeteil des Marktes Freihung im Landkreis Amberg-Sulzbach in der Oberpfalz in Bayern.

## Geographie
Das Kirchdorf Seugast liegt im südlichen Gemeindegebiet von Freihung.
Umgeben ist Seugast von Freihung im Norden, Massenricht und Ehenfeld im Osten. Im Süden liegt Großschönbrunn und im Westen Vilseck.

## Topographie
Durch Seugast fließt die Vils, die in Kleinschönbrunn entspringt und weiter nach Freihung fließt.

## Geschichte
In der Stiftungsurkunde des Klosters Ensdorf aus dem Jahr 1139 wurde Seugast erstmals urkundlich erwähnt. Ebenfalls erwähnt wurde Seugast in einem Rechtsbuch von Friedrich I. von Hohenlohe, das 1348 entstand und erst im Jahr 1852 gedruckt wurde. Es bescheinigt die Existenz Seugasts bereits für das Jahr 1123.
Im Mittelalter gehörte Seugast zur Vogtei Vilseck und damit zu bambergischem Gebiet. Die Vogtei Vilseck war in drei Gerichte unterteilt, das obere oder Hahnbacher Gericht, das Gebenbacher Gericht und das untere oder Poppenrichter Gericht, auch Bauernrecht oberhalb Amberg oder unterhalb des Erzbergs genannt. Seugast gehörte zum Gericht Gebenbach.
Durch das Erste bayerische Gemeindeedikt wurde Seugast im Jahre 1808 dem Steuerdistrikt und dem Landgericht Amberg und damit dem Naabkreis zugeordnet. Nach der Auflösung des Naabkreises zugunsten des Mainkreises und des Regenkreises wurde Seugast im Jahr 1810 zusammen mit dem Landgericht Amberg dem Regenkreis zugeordnet (ab 1838 Oberpfalz und Regensburg).
Durch das Zweite bayerische Gemeindeedikt wurde der Ort 1818 eine politische Gemeinde.
1838 wurde das Landgericht Vilseck gegründet, dem Seugast zusammen mit den Steuergemeinden Adlholz, Ehenfeld, Gebenbach, Gressenwöhr, Großschönbrunn, Hahnbach, Iber, Irlbach, Langenbruck, Massenricht, Schalkenthan, Schlicht, Sigl, Süß und Vilseck zugeordnet und aus dem Landgericht Amberg herausgelöst.
Am 3. Juli 1904 wurde die erste Kapelle in Seugast eingeweiht.
Auch von Seugast forderten die beiden Weltkriege ihren Tribut. Im Ersten Weltkrieg fielen zwölf Kriegsteilnehmer aus Seugast und Weickenricht, zwei wurden vermisst. Im Zweiten Weltkrieg fielen von den 140 Kriegsteilnehmern aus der Gemeinde Seugast 36, 15 wurden vermisst.
Am 1. Januar 1972 wurde Seugast zusammen mit Teilen der Gemeinde Großschönbrunn sowie der Gemeinde Thansüß nach Freihung eingegliedert.

## Kultur und Sehenswürdigkeiten

### Dorfkirche St. Marien
Am 3. Juni 1858 fanden sich 25 Seugaster Familien zu einer Dorfversammlung zusammen und fassten den Entschluss, eine Kirche zu bauen. Über einen Standort und einen fertigen Bauplan kamen die Planungen jedoch nicht hinaus. In einem zweiten Anlauf konnte am 14. September 1903 mit dem Bau einer Kapelle begonnen werden. Am 3. Juli 1904 wurde die Kapelle von Pater Meinrad Plank und Pfarrprovisor Jakob Meier eingeweiht, zunächst mit einem provisorischen Altar. Am 4. September 1904 wurde der provisorische Altar durch einen Altar im neugotischen Stil ersetzt, gefertigt von Schreinermeister Franz Ringer aus Vilseck. 1928 wurde die Kapelle ein erstes Mal zu einer Kirche erweitert, unter anderem bekam sie einen Turm. In den Jahren 1958 und 1959 wurde die Kirche um ein weiteres Querschiff erweitert. Der Altar aus dem Jahre 1904 wurde durch einen neuen ersetzt. Dabei erhielt die Kirche ihre heutige Form. 1986 wurde die Kirche innen und außen renoviert. Sie ist eine von drei Kirchen in Bayern, die nicht der Kirche, sondern der Gemeinde gehören.

### Vereine

#### Freiwillige Feuerwehr Seugast
Die Freiwillige Feuerwehr Seugast wurde am 3. Juni 1894 gegründet und am 9. August 1908 die erste Fahne geweiht, die durch Spenden von Vereinsmitgliedern finanziert worden war. Am 8. März 1925 wurde in der Generalversammlung beschlossen, eine Sterbekasse zu gründen, um die Hinterbliebenen verstorbener Feuerwehrkameraden finanziell zu unterstützen. Am 10. November 1963 wurde das neue Feuerwehrhaus eingeweiht. Am 23. August 1969 bekam die Feuerwehr ihr erstes Fahrzeug.

#### Schützenverein Gut Ziel Seugast
Bereits vor der Gründung des Schützenvereins gab es in Seugast Schießsportaktivitäten. Damals wurde quer durch ein Schlafzimmer eines Privatmanns geschossen. Der Verein wurde im Mai 1912 vom damaligen Hauptlehrer Plank gegründet. Während der Besatzungszeit nach dem Zweiten Weltkrieg war jede Vereinstätigkeit untersagt. Leben in den Verein kam erst wieder 1951. Im Jahr 1970 wurde ein neues Schützenheim gebaut.

#### DJK Seugast
Die DJK Seugast wurde im Jahr 1950 als SV Seugast gegründet und im Jahre 1959 umbenannt. Über Jahre spielte die DJK Seugast Fußball. 1994 gelang der Aufstieg in die Fußball-Bezirksoberliga.

## Wirtschaft und Infrastruktur

### Wirtschaft
In Seugast gibt es umfangreiche Lagerstätten von Sandstein, der als Baumaterial verwendet wurde. Der erste Nachweis eines Sandsteinbruchs geht auf das Jahr 1605 zurück. Bis 1953 wurde in bis zu zehn Sandsteinbrüchen Sandstein abgebaut. Seugaster Sandstein wurde in ganz Deutschland verbaut, beispielsweise im Nürnberger Justizpalast, in dem die Nürnberger Prozesse stattfanden.

### Bildung
Im Jahr 1872 erhielt Seugast eine eigene Schule. Bis dahin besuchten die Kinder die Schule in Großschönbrunn. Im Jahr 1937 wurde das Schulhaus an Josef Lehner aus Pappenberg verkauft. Ein Neubau war geplant, jedoch durch den Ausbruch des Zweiten Weltkriegs verhindert. Bis zum Bau des neuen Schulhauses im Jahre 1952 musste für zwei Klassen der alte Schulraum angemietet werden. Der Schulbetrieb in Seugast wurde im Jahr 1986 eingestellt. Seitdem werden die Kinder in der Grund- und Hauptschule in Freihung unterrichtet.

### Verkehr
Seugast liegt an der Bundesstraße 299 zwischen Großschönbrunn und Freihung.
An den öffentlichen Nahverkehr ist Seugast mit der Linie 49 der RBO über Gebenbach nach Amberg (VGN-Linie 449) angebunden.
Die nächsten Bahnhöfe befinden sich in Freihung in 3 bzw. in Amberg in 19 km Entfernung.

## Persönlichkeiten
- Norbert Henn, mehrfacher Senioren-Tennis-Welt- und Europameister[19][20]